# All the King's Men (2006)
All the King's Men is een Amerikaanse dramafilm uit 2006 van Steven Zaillian met in de hoofdrollen onder meer Jude Law en Sean Penn.
De film is gebaseerd op de gelijknamige roman uit 1946 van Robert Penn Warren, die hiervoor de Pulitzer-prijs won en op basis waarvan in 1949 ook al een film uitkwam. De film uit 2006 is echter aanzienlijk trouwer aan het boek en daarom eigenlijk niet echt een remake te noemen. Regisseur Zaillian heeft de eerdere film ook nooit gezien. De titel verwijst naar Humpty Dumpty.
Boek en films gaan over opkomst en ondergang van de populistische politicus Willie Stark, die doet denken aan Huey Long, gouverneur van Louisiana en later senator, hoewel Warren ontkende dat Long zijn inspiratie vormde.

## Verhaal
Willie Stark (Sean Penn), een idealistische advocaat in het Louisiana van de jaren 30, wordt door de lokale politicus Tiny Duffy (James Gandolfini) gevraagd zich kandidaat te stellen voor het gouverneurschap. Verslaggever Jack Burden (Jude Law), die van huis uit sterk geïnteresseerd is in politiek, volgt de ontwikkelingen rond Stark op de voet. Later blijkt het een opzetje te zijn van Duffy, die helemaal niet wil dat Stark wint, wat Stark later te horen krijgt van Jack en politiek strateeg Sadie Burke (Patricia Clarkson). Stark gaat de populistische toer op en slaagt erin de volgende gouverneursverkiezingen te winnen, waarna hij steeds meedogenlozer en corrupter wordt. Niet alleen Jack, die adviseur van Stark wordt, maar ook zijn peetvader (Anthony Hopkins), zijn voormalige geliefde Anne Stanton (Kate Winslet) en haar broer, de idealistische arts Adam (Mark Ruffalo) worden in de ontwikkelingen meegezogen.

## Rolverdeling
| Acteur             | Personage                  | Opmerkingen                 |
| ------------------ | -------------------------- | --------------------------- |
| Sean Penn          | Willie Stark               | Advocaat, later politicus   |
| Jude Law           | Jack Burden                | Verslaggever                |
| Anthony Hopkins    | Irwin                      | rechter, Jacks peetvader    |
| Kate Winslet       | Anne Stanton               | voormalig geliefde van Jack |
| Mark Ruffalo       | dr. Adam Stanton           | Annes broer, arts           |
| James Gandolfini   | Tiny Duffy                 | politicus                   |
| Patricia Clarkson  | Sadie Burke                | politiek strateeg           |
| Jackie Earle Haley | Roderick "Sugar Boy" Ellis | Starks bodyguard            |
| Kathy Baker        | mevr. Burden               |                             |
| Frederic Forrest   | Starks vader               |                             |